# لیکویو (آرکانزاس)
لیکویو (آرکانزاس) (به انگلیسی: Lakeview, Arkansas) یک شهر در ایالات متحده آمریکا با جمعیت ۸۸۳ نفر است که در آرکانزاس واقع شده‌است.

## موقعیت جغرافیایی
موقعیت جغرافیایی شهرها و مناطق اطراف به شرح زیر است: